# Вознюк Олександр Олегович
Олекса́ндр Оле́гович Возню́к (нар. 12 січня 1992, с. Тютюнники, Чуднівський район (нині Житомирський район) Житомирська область, Україна — 2 березня 2017, с. Пікузи, Волноваський район, Донецька область, Україна) — український військовослужбовець морської піхоти, молодший сержант Військово-морських сил Збройних сил України. Учасник російсько-української війни.

## Біографія
Народився 1992 року в селі Тютюнники на Житомирщині. Виріс в родині священика, батько — настоятель Храму всіх Святих УПЦ КП в Лубнах о. Георгій (Юрій Лобачевський). У 2015 році з родиною переїхав на Полтавщину, мешкав у селі Бодаква Лохвицького району, з 2007 — у місті Лохвиця, останні роки — у місті Лубни. Закінчив Бодаквянську загальноосвітню школу, у 2011 році — Лохвицьке медичне училище. Того ж року вступив до Глухівського національного педагогічного університету імені Довженка, на факультет фізико-математичної і природничої освіти. Після першого курсу у 2012 році пішов на строкову військову службу, згодом підписав контракт. Писав вірші, грав на музичних інструментах, керував гуртком художньої самодіяльності у своєму підрозділі.
Війна застала Олександра в Криму, в с. Перевальне Сімферопольського району, де він проходив службу у 36-ій окремій бригаді берегової оборони, коли російські війська почали захоплення території Криму. Залишився вірним військовій присязі і разом з іншими військовослужбовцями виїхав на материкову частину України. З 2014 року захищав Батьківщину на східному фронті.
Молодший сержант, командир САУ гаубичного самохідно-артилерійського дивізіону 503-го окремого батальйону морської піхоти 36-ї окремої бригади морської піхоти ВМС ЗС України. Виконував завдання на території проведення антитерористичної операції, Оперативно-тактичне угруповання «Маріуполь».
Загинув 2 березня 2017 року внаслідок підриву САУ на фугасі в районі між смт Талаківка та окупованим селом Пікузи (колишнє Комінтернове), під час евакуації українських військових з-під обстрілу. Ще троє бійців тоді дістали поранення.
Похований 4 березня на Новому кладовищі Лубен в с. Новаки.
Залишилися батьки, брат, сестра та маленька донька.

## Нагороди
- Орден «За мужність» III ступеня, — «за особисту мужність, виявлену у захисті державного суверенітету та територіальної цілісності України, самовіддане виконання військового обов'язку» (10.04.2017, посмертно)[2].
- Відзнака Президента України «За участь в антитерористичній операції».
- Відзнака УПЦ КП — Медаль «За жертовність і любов до України».

## Вшанування пам'яті
- 9 червня 2017 року на приміщенні Лохвицького медичного училища відкрили меморіальну дошку на честь Олександра Вознюка[3][4].
- 24 квітня 2018 року у місті Глухів на будівлі навчального корпусу № 1 Глухівського НПУ імені Олександра Довженка відкрили меморіальну дошку загиблому на війні студенту університету[5].

## Інше
На вірш Олександра Вознюка «Что за слово такое, „война“?», який він присвятив своєму загиблому товаришу і командиру Юрію Загребельному, знято кліп для Військового телебачення України.
Навесні 2014 року, коли військова частина Олександра Вознюка в Перевальному перебувала в облозі російських військових, його батько разом з іншими полтавськими священиками поїхав до нього. Це була перша волонтерська поїздка, з якої виникла спільнота Полтавського Батальйону Небайдужих.
Вірш Олександра, який він зачитував на камеру під час російської анексії Криму:
|  | Не спи, моя рідна земля, Прокинься, моя Україно, Бо всі ми – велика сім’я І любим свою Батьківщину. Карпатські долини, гаї і діброви, Кримські степи безкраї, широкі. Красива природа і добрії люди – Цього ми ніяк не маєм права забути. Завжди пам’ятай, хто твій батько та мати, Історію предків своїх маєш знати. Не зраджуй народу! Шануй свою мову. І Гімн український, мов ту колискову, Що мама співала в дитинстві тобі, Ти гордо співай, як соловейко весні. Люби Батьківщину свою ти завжди, Її не цурайся, бо син ти її. Зі зброєю в серці, з вогнем у руках Лечу я до тебе, немов білий птах! |